# Groma Rock
Der Groma Rock (englisch; bulgarisch скала Грома skala Groma) ist ein in nord-südlicher Ausrichtung 45 m langer und 30 m breiter Klippenfelsen vor dem nördlichen Ausläufer von Low Island im Archipel der Südlichen Shetlandinseln. Er liegt 370 m nordnordwestlich von Dioptra Island und 1,75 km nordnordöstlich des Kap Wallace.
Britische Wissenschaftler kartierten ihn 2009. Die bulgarische Kommission für Antarktische Geographische Namen benannte ihn im April 2021 nach der Groma, einem Vermessungsinstrument im antiken Rom.